# Rondaniooestrus apivorus
Rondaniooestrus apivorus (лат.) — вид тахин подсемейства фазии. Единственный представитель рода Rondaniooestrus.

## Описание
Глаза сближены, но не соприкасаются. Лобные щетинки имеются. На среднеспинке три акростихальные щетинки (срединный ряд) расположены до поперечного шва, а три после него. Имеется две интраалярные (перед основанием крыла) щетинки, передняя из которых находится сразу за поперечным швом. Голени средних ног с несколькими дополнительными щетинками. Брюшко темное, короткое и округлое с многочисленными беспорядочно расположенными щетинками в срединной части тергитов. Личинка длиной около 8 мм.

## Биология
Единственный вид тахин, личинки которого паразитируют на медоносных пчелах. Самки откладывают яйца непосредственно на тело пчел около улья. Вероятно, вид не имеет большого значения как вредитель пчеловодства, поскольку зараженность пчёл составляет около 1 %.

## Распространение
Встречается в ЮАР, Кении, Танзании и Уганде.